# Les Enfants de la baleine
Ne doit pas être confondu avec Les Enfants de la mer (manga).
Les Enfants de la baleine (クジラの子らは砂上に歌う, Kujira no ko-ra wa sajō ni utau, litt. « Les Enfants de la baleine chantant sur le sable ») est un shōjo manga d'Abi Umeda, prépublié dans le magazine Mystery Bonita du 6 juin 2013 au 6 janvier 2023 et publié par l'éditeur Akita Shoten en un total de 23 volumes reliés. La version française est éditée par Glénat Manga dans sa collection « seinen » depuis janvier 2016.
Une adaptation en anime produite par J. C. Staff est diffusée entre octobre et décembre 2017 au Japon.

## Synopsis
Un monde où le sable s’étend à perte de vue. Seul un gigantesque vaisseau, La Baleine de Glaise, vogue à la surface de cet océan de dunes. Les habitants de ce vaisseau sont divisés en deux catégories : les Marqués capables de manipuler le « saimia », un pouvoir qu'ils tirent de leurs émotions mais qui les condamne à mourir très jeunes, et les Non-marqués ayant une espérance de vie plus longue et s'occupant de la gestion de la Baleine. Ils vivent une vie paisible, mais coupée du monde, jusqu'au jour où le jeune Chakuro fait une étrange rencontre sur une île à la dérive…

## Personnages
Chakuro (チャクロ)
Voix japonaise : Natsuki Hanae, voix française : Alexandre Crépet
Le protagoniste de l'histoire. Chakuro est un jeune Marqué travaillant comme scribe pour les Anciens sur La Baleine de Glaise, espérant que ses écrits amélioreront la vie des générations futures. Curieux et doux, il rêve parfois de voir le monde à l'extérieur de la Baleine et se lie immédiatement d'amitié avec Lykos après l'avoir trouvée sur l'île abandonnée.
Lykos (リコス)
Voix japonaise : Manaka Iwami, voix française : Helena Coppejans
Une mystérieuse fille que le peuple de la Baleine de Glaise a trouvée pendant leur recherche de ressources sur une île abandonnée. « Lykos » n'est pas vraiment son nom, c'est en fait un terme utilisé pour décrire une étrange créature qui se nourrit des émotions de quiconque s'en approche. Chakuro l'appelle simplement « Lykos » pour des raisons de commodité. Elle hésitait initialement à parler à quelqu'un mais avec l'aide de Chakuro, elle apprend à s'exprimer plus ouvertement.
Ōni (オウニ)
Voix japonaise : Yuichiro Umehara, voix française : Nicolas Matthys
Un autre Marqué qui est censé posséder le plus grand potentiel dans la maîtrise du saimia sur La Baleine de Glaise. Obsédé par son envie de partir de la Baleine, Ōni a acquis une réputation de fauteur de troubles. Lorsque Lykos est trouvé par Chakuro, Ōni voit l'opportunité de s'en échapper.
Suō (スオウ)
Voix japonaise : Nobunaga Shimazaki, voix française : Grégory Praet
Un Non-marqué qui travaille comme un assistant pour le Conseil des Anciens. Il est l'ami de Chakuro et le frère aîné de Sami, il leur donne souvent des conseils sur la façon dont ils peuvent aider les gens sur La Baleine de Glaise. C'est un jeune homme très sensible qui dédie la majorité de son temps à améliorer l'espérance de vie des Marqués. Conformément à la coutume, il croise toujours ses mains lors d'événements tragiques, ce que Chakuro note comme un moyen de canaliser sa tristesse.
Ginshu (ギンシュ)
Voix japonaise : Mikako Komatsu, voix française : Alice Ley
Une fille qui aide souvent dans les activités quotidiennes du peuple de la Baleine, en tant qu'exploratrice ou garde au sein de la Milice.
Ryodari (リョダリ)
Voix japonaise : Daiki Yamashita, voix française : Alexis Flamant
Un soldat de l'Empire qui se distingue par ses émotions excessives, ce qui est assez inhabituel pour les gens de son peuple, qui sacrifient leurs émotions à leur Lykos. Son état en fait un fou meurtrier.
Shuan (シュアン)
Voix japonaise : Hiroshi Kamiya, voix française : Olivier Prémel
Chef de la Milice à bord de la Baleine de Glaise, il fait partie des plus puissants Marqués. Malgré un sourire apparent, ses réelles émotions demeurent souvent indéchiffrables.
Sami (サミ)
Voix japonaise : Hisako Kanemoto, voix française : Marie du Bled
L'amie de Chakuro et la jeune sœur de Suō. Elle semble entretenir des sentiments pour Chakuro et devient légèrement jalouse de Lykos en voyant à quel point elle et Chakuro deviennent proches. Quand un mystérieux groupe de soldats attaque La Baleine de Glaise, elle protège Chakuro de leurs tirs et meurt. Elle revient comme un esprit, embrasse, et confesse ses sentiments à Chakuro avant de disparaître.

## Manga
Pour créer l'univers du manga, l'auteure Abi Umeda dit s'être inspirée d'un scénario libre de droit acheté dans une boutique spécialisée.
Les Enfants de la baleine débute dans le numéro de juillet 2013 du magazine de prépublication de manga shōjo Mystery Bonita, publié le 6 juin 2013,. La série s'est terminée le 6 janvier 2023. La série est publiée au format tankōbon par l'éditeur Akita Shoten en un total de 23 volumes sortis entre décembre 2013 et mars 2023.
Une série dérivée comique est prépubliée dans le Mystery Bonita entre avril 2018 et le 5 juin 2021.
Annoncé en octobre 2015, la version française est éditée par Glénat Manga dans sa collection « seinen » avec un premier volume sorti le 6 janvier 2016. Durant son panel à l'Anime Boston 2017, Viz Media annonce l'acquisition de la licence pour une publication en version anglaise avec un premier volume sorti le 21 novembre 2014.

### Liste des volumes
| no | Japonais          | Japonais          | Français          | Français          |
| no | Date de sortie    | ISBN              | Date de sortie    | ISBN              |
| --- | ----------------- | ----------------- | ----------------- | ----------------- |
| 1 | 16 décembre 2013  | 978-4-253-26101-2 | 6 janvier 2016    | 978-2-344-00735-8 |
| Liste des chapitres : - Chapitre 1 : Chakuro de la mer de sable (砂の海のチャクロ, Suna no umi no Chakuro) - Chapitre 2 : Le visiteur et l'insoumis (来訪者と反抗者, Raihō-sha to hankō-sha) - Chapitre 3 : Dans le ciel où scintillent les souvenirs (追憶が瞬く空に, Tsuioku tsui okuga Shun matata ku sora ni) - Chapitre 4 : La pointe des griffes des envoyés (使者の爪先, Shisha no tsumasaki)               |                   |                   |                   |                   |
| 2 | 16 avril 2014     | 978-4-253-26102-9 | 20 janvier 2016   | 978-2-344-00736-5 |
| Liste des chapitres : - Chapitre 5 : À l'abri des paupières (瞼のなかで, Mabuta no naka de) - Chapitre 6 : L'assaut de Leodari (リョダリ襲来, Ryodari shūrai) - Chapitre 7 : Ce qui fait la beauté du monde (この世界が綺麗なのは, Kono sekai ga kireina no wa) - Chapitre 8 : in the womb |                   |                   |                   |                   |
| 3 | 16 septembre 2014 | 978-4-253-26103-6 | 4 mai 2016        | 978-2-344-00737-2 |
| Liste des chapitres : - Chapitre 9 : Le choix du paradis (楽園の選択, Rakuen no sentaku) - Chapitre 10 : Bienvenue chez vous (おかえり, Okaeri) - Chapitre 11 : Nous survivrons au champ de bataille (ぼくらは戦塵のむこうへ, Boku-ra wa senjin no mukou e) - Chapitre 12 : La guerre sur la « Baleine » (鯨の上の戦争, Kujira no ue no sensō)                                                                     |                   |                   |                   |                   |
| 4 | 16 février 2015   | 978-4-253-26104-3 | 7 septembre 2016  | 978-2-344-01489-9 |
| Liste des chapitres : - Chapitre 13 : Le crime des fleurs (花の罪, Hana no tsumi) - Chapitre 14 : Ta mémoire, notre destin (きみの記憶、ぼくらの運命。, Kimi no kioku, boku-ra no unmei) - Chapitre 15 : Carpe diem (その日を摘め, Sonohiwotsume) - Chapitre 16 : Accalmie (凪, Nagi) |                   |                   |                   |                   |
| 5 | 16 juillet 2015   | 978-4-253-26105-0 | 2 novembre 2016   | 978-2-344-01490-5 |
| Liste des chapitres : - Chapitre 17 : Voyageurs du lointain (遠来の旅人, Enrai no tabibito) - Chapitre 18 : Le conteur hérétique (物語る異端者, Monogataru itan-sha) - Chapitre 19 : Chant de marin rêvé (夢の舟唄, Yume no funauta) - Chapitre 20 : Crépuscule de la 93e année (93年の落日, 93-Nen no rakujitsu)                                                                                                  |                   |                   |                   |                   |
| 6 | 16 décembre 2015  | 978-4-253-26106-7 | 15 février 2017   | 978-2-344-01984-9 |
| Liste des chapitres : - Chapitre 21 : Promesse non répertoriée (標されなかった誓い, Shirusa renakatta chikai) - Chapitre 22 : La tour du temps (時の塔, Toki no tō) - Chapitre 23 : Rassemblement sous la pluie (雨の集会, Ame no shūkai) - Chapitre 24 : Le présage des kamingaino (兆しのカミンガイノ, Kizashi no kamingaino)                                                                                    |                   |                   |                   |                   |
| 7 | 15 avril 2016     | 978-4-253-26107-4 | 17 mai 2017       | 978-2-344-02037-1 |
| Liste des chapitres : - Chapitre 25 : Rencontre (遭遇, Sōgū) - Chapitre 26 : Labyrinthe de glaise (泥迷宮, Doro meikyū) - Chapitre 27 : Naissance (生誕, Seitan) - Chapitre 28 : La couleur du ciel dans le lointain (はるか空のいろ, Haruka sora no iro) - Une chronique de plus : À l'orée de la lumière, le ciel à travers le mur (もう一つの記録 光の隣 壁の空, Mōhitotsu no kiroku-kō no tonari kabe no sora) |                   |                   |                   |                   |
| 8 | 14 octobre 2016   | 978-4-253-26108-1 | 23 août 2017      | 978-2-344-02319-8 |
| Liste des chapitres : - Chapitre 29 : Un monde étriqué 不自由な世界 (Fujiyūna sekai) - Chapitre 30 : Révélations 発現 (Hatsugen) - Chapitre 31 : Le tintement du vide 空虚の鈴音 (Kūkyo no suzuoto) - Chapitre 32 : Vestiges d'un rêve 夢のあとかた (Yumenoato-kata) - Chapitre 33 : Sois notre guerrier ! 我らの戦士のように (Warera no senshi no yō ni)                                                          |                   |                   |                   |                   |
| 9 | 16 mars 2017      | 978-4-253-26379-5 | 18 octobre 2017   | 978-2-344-02394-5 |
| Liste des chapitres : - Chapitre 34 : En pays étranger 異邦 (Ihō) - Chapitre 35 : Rencontre entre chefs 長と長 (Chō to naga) - Chapitre 36 : Après le banquet 宴のあとで (Utagenoato de) - Chapitre 37 : Les faibles 弱きものたち (Jaku kimono-tachi) - Chapitre 38 : Ce qui fait notre bonheur...わたしたちの喜びは (Watashi-tachi no yorokobi wa)                                                                |                   |                   |                   |                   |
| 10 | 15 septembre 2017 | 978-4-253-26380-1 | 7 mars 2018       | 978-2-344-02765-3 |
| Liste des chapitres : - Chapitre 39 : Dieux vivants et dieux fossiles 生き神と骸神 (Ikigami to mukuro-shin) - Chapitre 40 : Sombres coups de canon 闇色の砲声 (Anshoku no hōsei) - Chapitre 41 : Incursion 潜入 (Sen'nyū) - Chapitre 42 : Héros de la révolte 反逆の英雄 (Hangyaku no eiyū) - Chapitre 43 : Les enfants de la 7ème colonie 第7集落のこどもたち (Dai 7 shūraku no kodomo-tachi)                     |                   |                   |                   |                   |
| 11 | 16 janvier 2018   | 978-4-253-26381-8 | 19 septembre 2018 | 978-2-344-03077-6 |
| Liste des chapitres : - Chapitre 44 : Le signe du dieu de la mort 死神のサイン (Shinigami no sain) - Chapitre 45 : Camarades 朋 (Tomo) - Chapitre 46 : Dans la demeure passagère du Sotiras 石守主の寓居 (Ishimori-nushi no gūkyo) - Chapitre 47 : Maîtres des étoiles 星の主 (Hoshi no omo) - Chapitre 48 : Essaim de grains de sable 砂粒の群れ (Saryū no mure)                                                  |                   |                   |                   |                   |
| 12 | 14 juin 2018      | 978-4-253-26382-5 | 6 mars 2019       | 978-2-344-03274-9 |
| Liste des chapitres : - Chapitre 49 : Bataille solitaire 孤独の戦場 (Kodoku no senjō) - Chapitre 50 : Chaos de paroles 饒舌な混沌 (Jōzetsuna konton) - Chapitre 51 : Celle qui dormait au fond des sables 砂底の眠り子 (Sunazoko no nemuri-ko) - Chapitre 52 : Le chroniqueur 記録する者 (Kiroku suru mono) |                   |                   |                   |                   |
| 13 | 16 octobre 2018   | 978-4-253-26383-2 | 18 septembre 2019 | 978-2-344-03759-1 |
| Liste des chapitres : - Chapitre 53 : Pris au piège d'un vœu 願いの檻 (Negai no ori) - Chapitre 54 : Chemin de sable, chemin du retour 砂の道、帰り道 (Suna no michi, kaerimichi) - Chapitre 55 : Adieu, Amonlogia ! さよならアモンロギア (Sayonara Amon Rogia) - Chapitre 56 : L'aube de la décision 決断の夜明け (Ketsudan no yoake)                                                                             |                   |                   |                   |                   |
| 14 | 14 mars 2019      | 978-4-253-26384-9 | 18 mars 2020      | 978-2-344-03997-7 |
| Liste des chapitres : - Chapitre 57 : Le flux constant de la vie 生々流転 (Seiseiruten) - Chapitre 58 : À cœur ouvert 心通わせて (Kokoro kayowa sete) - Chapitre 59 : Les guides 案内人 (An'naibito) - Chapitre 60 : Les fleurs du paradis 楽園の花 (Rakuen no hana) |                   |                   |                   |                   |
| 15 | 19 août 2019      | 978-4-253-26385-6 | 16 septembre 2020 | 978-2-344-04158-1 |
| Liste des chapitres : - Chapitre 61 : Les gens à vos côtés そばにいる人 (Soba ni iru hito) - Chapitre 62 : Réminiscences du dieu de la mort 死神追想 (Shinigami tsuisō) - Chapitre 63 : Kitrino キトゥリノ (Kiturino) - Chapitre 64 : L'île éternelle 永遠の島 (Eien no shima) |                   |                   |                   |                   |
| 16 | 16 mars 2020      | 978-4-253-26386-3 | 17 février 2021   | 978-2-344-04541-1 |
| Liste des chapitres : - Chapitre 65 : Empathie et coup de canon 共感と砲声 (Kyōkan to hōsei) - Chapitre 66 : Une étoile de mauvais augure sur les sables 砂上の凶星 (Sajō no kyōsei) - Chapitre 67 : La créature de sable 砂の獣 (Suna no kemono) - Chapitre 68 : DO NOT TOUCH |                   |                   |                   |                   |
| 17 | 16 juin 2020      | 978-4-253-26387-0 | 16 juin 2021      | 978-2-344-04633-3 |
| Liste des chapitres : - Chapitre 69 : Une histoire de cœur こころの話 (Kokoro no hanashi) - Chapitre 70 : Dans les ténèbres du monde tourbillonnant 回る世界の昏闇で (Mawaru sekai no kurayami de) - Chapitre 71 : Naissance 2 生誕2 (Seitan 2) - Chapitre 72 : Contre-attaque rouge sang 赤い反攻 (Akai hankō) |                   |                   |                   |                   |
| 18 | 16 novembre 2020  | 978-4-253-26388-7 | 10 novembre 2021  | 978-2-344-04835-1 |
| Liste des chapitres : - Chapitre 73 : Chant du crépuscule 黄昏の歌 (Tasogare no uta) - Chapitre 74 : Le vent a soufflé d'innombrables fois 何度も風が吹いて (Nando mo kaze ga fuite) - Chapitre 75 : Par-delà la mer de la mort 死の海の先へ (Shi no umi no saki e) - Chapitre 76 : La ville sans dieux 神がいない街 (Kami ga inai machi)                                                                          |                   |                   |                   |                   |
| 19 | 16 avril 2021     | 978-4-253-26389-4 | 2 février 2022    | 978-2-344-05157-3 |
| Liste des chapitres : - Chapitre 77 : Le village où tourbillonnent les fleurs 花舞う村 (Hana mau mura) - Chapitre 78 : Réconfort et présage 癒やしと予兆 (Iyashi to yochō) - Chapitre 79 : L'oracle 託置 (Takusen) - Chapitre 80 : Miroir 映し鏡 (Utsushi-kyō) |                   |                   |                   |                   |
| 20 | 16 septembre 2021 | 978-4-253-26390-0 | 7 septembre 2022  | 978-2-344-05260-0 |
| Liste des chapitres : - Chapitre 81 : Harmonie ハーモニー (Hāmonī) - Chapitre 82 : Marionnettiste 傀儡 (Kugutsu) - Chapitre 83 : Chakuro チャクロ (Chakuro) - Chapitre 84 : Registres du village où tout à commencé はじまりの村の記録 (Hajimari no mura no kiroku) |                   |                   |                   |                   |
| 21 | 16 février 2022   | 978-4-253-26391-7 | 18 janvier 2023   | 978-2-344-05475-8 |
| Liste des chapitres : - Chapitre 85 : Sukia スキア (Sukia) - Chapitre 86 : Même si tu me caches 君に憎まれても (Kimi ni nikuma rete mo) - Chapitre 87 : Poussière sombre昏き塵 (Kuraki chiri) - Chapitre 88 : Évolution 進化 (Shinka) |                   |                   |                   |                   |
| 22 | 16 août 2022      | 978-4-253-26392-4 | 18 octobre 2023   | 978-2-344-05740-7 |
| Liste des chapitres : - Chapitre 89 : Sors moi de là, Sukia ! 出ていけ、スキア! (Deteike, Sukia !) - Chapitre 90 : La veille de la bataille 決戦前夜 (Kessen zen'ya) - Chapitre 91 : Le farceur 道化 (Doke) - Chapitre 92 : Par delà le salut et la malédiction 救いと呪いの果てに (Sukui to noroi no hate ni) |                   |                   |                   |                   |
| 23 | 16 mars 2023      | 978-4-253-26393-1 | 21 février 2024   | 978-2-344-06129-9 |
| Liste des chapitres : - Chapitre 93 : Le pouvoir des non-marqués 印持たぬ者たちの― (Shirushi motanu-sha-tachi no) - Chapitre 94 : Un petit daímonas 小さな悪霊 (Chīsana akuryō) - Chapitre 95 : Un dernier miracle 光の中で (Saigo no kiseki) - Chapitre 96 : Un jour, sur la mer de sable 最後の奇跡 (Aru Ni~Tsu, suna no umi no ue de)                                                                           |                   |                   |                   |                   |

## Adaptation théâtrale

Logo de l'adaptation théâtrale.

Le manga est adapté sous forme de pièce de théâtre, jouée au AiiA 2.5 Theater Tokyo (ja) entre le 14 et le 19 avril 2016. Elle est réalisée par Fumiya Matsuzaki dont il est également le scénariste.
Il a été annoncé en août 2017 que la pièce serait à nouveau jouée au AiiA 2.5 Theater Tokyo de Tokyo du 25 au 28 janvier 2018 et au Sankei Hall Breeze d'Osaka du 2 au 4 février 2018,.

### Distribution
| Personnage | Acteur/Actrice          |
| ---------- | ----------------------- |
| Chakuro    | Tomoru Akazawa          |
| Lykos      | Ami Maeshima            |
| Ōni        | Daichi Yamaguchi (2016) |
| Ōni        | Takuma Zaiki (2018)     |
| Suō        | Tsubasa Sakiyama        |
| Ryodari    | Masato Saki (2016)      |
| Ryodari    | Ryūjirō Izaki (2018)    |
| Orka       | Daichi Saeki (2016)     |
| Orka       | Yū Imari (2018)         |
| Sami       | Rina Miyazaki (2016)    |
| Sami       | Karin Takahashi (2018)  |
| Neri       | Miku Ohno               |
| Ema        | Miku Ohno               |

## Anime
L'adaptation en anime est annoncée en janvier 2017,. Elle est réalisée au sein du studio J. C. Staff par Kyōhei Ishiguro, sur un scénario de Michiko Yokote et des compositions de Hiroaki Tsutsumi. La diffusion a débuté pour la première fois entre le 8 octobre et le 24 décembre 2017 sur Tokyo MX,,. Hors du Japon, la série est diffusée sur Netflix à partir du 13 mars 2018,. La série est composée de 12 épisodes répartis dans deux coffrets Blu-ray/DVD qui comprennent également un OAV chacun,,. Abi Umeda a elle-même scénarisé ces OVA intitulées Kujira no ko-ra wa sajō ni manabu! (クジラの子らは砂上に学ぶ！, litt. « Les Enfants de la baleine apprennent sur le sable ! »).
L'opening Sono Saki e (その未来へ, litt. « Vers cet avenir ») est réalisé par la chanteuse-compositrice-interprète RIRIKO (ja), tandis que l'ending Hashitairo (ハシタイロ) est réalisé par rionos (en),.

### Liste des épisodes
| No    | Titre français                                                      | Titre japonais                     | Titre japonais                                 | Date de 1re diffusion |
| No    | Titre français                                                      | Kanji                              | Rōmaji                                         | Date de 1re diffusion |
| ----- | ------------------------------------------------------------------- | ---------------------------------- | ---------------------------------------------- | --------------------- |
| 1     | C'était l'entièreté de notre précieux monde                         | 私たちの大事な世界の全てだった     | Watashitachi no daijina sekai no subetedatta   | 8 octobre 2017        |
| 2     | Les Pécheurs de la Baleine (Falena)                                 | 鯨（ファレナ）の罪人たち           | Kujira (farena) no tsumibitoda chi             | 15 octobre 2017       |
| 3     | Je n'en ai plus rien à faire de ce monde                            | こんな世界は、もうどうでもいい     | Konna sekai wa, mō dō demo ii                  | 22 octobre 2017       |
| 4     | Dirigeons-nous vers le sable au côté de la Baleine de Glaise        | 泥クジラと共に砂に召されるのだよ   | Doro kujira to tomoni suna ni mesareru noda yo | 29 octobre 2017       |
| 5     | Je ne veux pas m'enfuir                                             | 逃げるのはイヤだ                   | Nigeru no wa iyada                             | 5 novembre 2017       |
| 6     | Demain, des gens pourraient être tués                               | 明日、人を殺してしまうかもしれない | Ashita, hito o koroshite shimau kamo shirenai  | 12 novembre 2017      |
| 7     | Je veux voir votre futur                                            | お前たちの未来が見たい             | Omae tachi no mirai ga mitai                   | 19 novembre 2017      |
| 8     | Disparaître de ce monde                                             | この世から消えてしまえ             | Konoyo kara kiete shimae                       | 26 novembre 2017      |
| 9     | J'aimerais savoir ce que ton choix va entraîner                     | 君の選択の、その先が見たい         | Kimi no sentaku no, sono saki ga mitai         | 3 décembre 2017       |
| 10    | Un nouveau voyage                                                   | 新しい旅に出るわ                   | Atarashī tabi ni deruwa                        | 10 décembre 2017      |
| 11    | Rien d'autre qu'un rêve                                             | 夢の語だ                           | Yume no goda                                   | 17 décembre 2017      |
| 12    | Content d'être né ici                                               | ここに生まれてよかった             | Koko de umarete yokatta                        | 24 décembre 2017      |
| OAV 1 | Les Enfants de la baleine apprennent sur le sable ! Première partie | クジラの子らは砂上に学ぶ！前編     | Kujira no ko-ra wa sajō ni manabu! Zenpen      | 26 janvier 2018       |
| OAV 2 | Les Enfants de la baleine apprennent sur le sable ! Seconde partie  | クジラの子らは砂上に学ぶ！後編     | Kujira no ko-ra wa sajō ni manabu! Kōhen       | 23 mars 2018          |

### Musiques
Bande-son
L'album de la bande sonore, produit par Hiroaki Tsutsumi (ja), est sorti le 24 janvier 2018 au Japon. 
Toute la musique est composée et arrangée par Hiroaki Tsutsumi (sauf piste 2 du disque 1, et piste 24 du disque 2).
| Children of the Whales Original Soundtrack ~Record~ - CD1 | Children of the Whales Original Soundtrack ~Record~ - CD1 | Children of the Whales Original Soundtrack ~Record~ - CD1 | Children of the Whales Original Soundtrack ~Record~ - CD1 | Children of the Whales Original Soundtrack ~Record~ - CD1 | Children of the Whales Original Soundtrack ~Record~ - CD1 | Children of the Whales Original Soundtrack ~Record~ - CD1 | Children of the Whales Original Soundtrack ~Record~ - CD1 | Children of the Whales Original Soundtrack ~Record~ - CD1 | Children of the Whales Original Soundtrack ~Record~ - CD1 |
| No                                                        | Titre                                                     | Paroles                                                   | Interprète                                                | Durée                                                     |                                                           |                                                           |                                                           |                                                           |                                                           |
| --------------------------------------------------------- | --------------------------------------------------------- | --------------------------------------------------------- | --------------------------------------------------------- | --------------------------------------------------------- | --------------------------------------------------------- | --------------------------------------------------------- | --------------------------------------------------------- | --------------------------------------------------------- | --------------------------------------------------------- |
| 1.                                                        | Kokoro no Uta -PV ver-                                    | Hiroaki Tsutsumi                                          | Abi Umeda                                                 | 3:01                                                      |                                                           |                                                           |                                                           |                                                           |                                                           |
| 2.                                                        | Sono Mirai e (TVsize)                                     | RIRIKO                                                    | RIRIKO                                                    | 1:34                                                      |                                                           |                                                           |                                                           |                                                           |                                                           |
| 3.                                                        | Hypergraphia                                              |                                                           |                                                           | 1:55                                                      |                                                           |                                                           |                                                           |                                                           |                                                           |
| 4.                                                        | Rakuen                                                    |                                                           |                                                           | 2:27                                                      |                                                           |                                                           |                                                           |                                                           |                                                           |
| 5.                                                        | Suna no Tawamure                                          |                                                           |                                                           | 2:18                                                      |                                                           |                                                           |                                                           |                                                           |                                                           |
| 6.                                                        | Mujirushi no Naga                                         |                                                           |                                                           | 2:16                                                      |                                                           |                                                           |                                                           |                                                           |                                                           |
| 7.                                                        | Yubi Kumi                                                 |                                                           |                                                           | 2:16                                                      |                                                           |                                                           |                                                           |                                                           |                                                           |
| 8.                                                        | Apatoia                                                   |                                                           |                                                           | 1:47                                                      |                                                           |                                                           |                                                           |                                                           |                                                           |
| 9.                                                        | Nuregarasu                                                |                                                           |                                                           | 2:10                                                      |                                                           |                                                           |                                                           |                                                           |                                                           |
| 10.                                                       | Tamashii Gatajou                                          |                                                           |                                                           | 1:39                                                      |                                                           |                                                           |                                                           |                                                           |                                                           |
| 11.                                                       | Sajou no Niji                                             |                                                           |                                                           | 1:56                                                      |                                                           |                                                           |                                                           |                                                           |                                                           |
| 12.                                                       | Wakameiro no Gen                                          |                                                           |                                                           | 2:18                                                      |                                                           |                                                           |                                                           |                                                           |                                                           |
| 13.                                                       | Suna-iro no Gen                                           |                                                           |                                                           | 1:53                                                      |                                                           |                                                           |                                                           |                                                           |                                                           |
| 14.                                                       | Kokoro to no Saikai                                       |                                                           |                                                           | 1:56                                                      |                                                           |                                                           |                                                           |                                                           |                                                           |
| 15.                                                       | Batta no Yoru                                             |                                                           |                                                           | 2:10                                                      |                                                           |                                                           |                                                           |                                                           |                                                           |
| 16.                                                       | Doro Kujira no Kako                                       |                                                           |                                                           | 2:14                                                      |                                                           |                                                           |                                                           |                                                           |                                                           |
| 17.                                                       | Sunamodori                                                |                                                           |                                                           | 2:08                                                      |                                                           |                                                           |                                                           |                                                           |                                                           |
| 18.                                                       | Uraba Yanagi                                              |                                                           |                                                           | 1:55                                                      |                                                           |                                                           |                                                           |                                                           |                                                           |
| 19.                                                       | Farena no Futago                                          |                                                           |                                                           | 1:54                                                      |                                                           |                                                           |                                                           |                                                           |                                                           |
| 20.                                                       | Fuon'na Yokan                                             |                                                           |                                                           | 2:21                                                      |                                                           |                                                           |                                                           |                                                           |                                                           |
| 21.                                                       | Soreta Yami                                               |                                                           |                                                           | 2:26                                                      |                                                           |                                                           |                                                           |                                                           |                                                           |
| 22.                                                       | Suna-sou Kyoku                                            |                                                           |                                                           | 2:25                                                      |                                                           |                                                           |                                                           |                                                           |                                                           |
| 23.                                                       | Sajin no Ori                                              |                                                           |                                                           | 2:07                                                      |                                                           |                                                           |                                                           |                                                           |                                                           |
| 24.                                                       | Sangeki no Kane                                           |                                                           |                                                           | 2:13                                                      |                                                           |                                                           |                                                           |                                                           |                                                           |
| 25.                                                       | Mujou no Houkou                                           |                                                           |                                                           | 2:23                                                      |                                                           |                                                           |                                                           |                                                           |                                                           |
| 26.                                                       | Semia                                                     |                                                           |                                                           | 2:38                                                      |                                                           |                                                           |                                                           |                                                           |                                                           |
| 27.                                                       | Shirohanada no Uta                                        |                                                           |                                                           | 2:57                                                      |                                                           |                                                           |                                                           |                                                           |                                                           |
| 28.                                                       | Sono Mirai e -Guitar ver-                                 |                                                           |                                                           | 2:15                                                      |                                                           |                                                           |                                                           |                                                           |                                                           |
| 61:32                                                     |                                                           |                                                           |                                                           |                                                           |                                                           |                                                           |                                                           |                                                           |                                                           |

| Children of the Whales Original Soundtrack ~Record~ - CD2 | Children of the Whales Original Soundtrack ~Record~ - CD2 | Children of the Whales Original Soundtrack ~Record~ - CD2 | Children of the Whales Original Soundtrack ~Record~ - CD2 | Children of the Whales Original Soundtrack ~Record~ - CD2 | Children of the Whales Original Soundtrack ~Record~ - CD2 | Children of the Whales Original Soundtrack ~Record~ - CD2 | Children of the Whales Original Soundtrack ~Record~ - CD2 | Children of the Whales Original Soundtrack ~Record~ - CD2 | Children of the Whales Original Soundtrack ~Record~ - CD2 |
| No                                                        | Titre                                                     | Paroles                                                   | Interprète                                                | Durée                                                     |                                                           |                                                           |                                                           |                                                           |                                                           |
| --------------------------------------------------------- | --------------------------------------------------------- | --------------------------------------------------------- | --------------------------------------------------------- | --------------------------------------------------------- | --------------------------------------------------------- | --------------------------------------------------------- | --------------------------------------------------------- | --------------------------------------------------------- | --------------------------------------------------------- |
| 1.                                                        | Hikari no Uta                                             | Hiroaki Tsutsumi                                          | Abi Umeda                                                 | 1:58                                                      |                                                           |                                                           |                                                           |                                                           |                                                           |
| 2.                                                        | Rukei no Min no Sentaku -Quartet ver-                     |                                                           |                                                           | 3:02                                                      |                                                           |                                                           |                                                           |                                                           |                                                           |
| 3.                                                        | Sajin no Ori -Emotional Cello ver-                        |                                                           |                                                           | 2:06                                                      |                                                           |                                                           |                                                           |                                                           |                                                           |
| 4.                                                        | Shuugeki Zen'ya                                           |                                                           |                                                           | 2:25                                                      |                                                           |                                                           |                                                           |                                                           |                                                           |
| 5.                                                        | Sunaarashi no Taiji                                       |                                                           |                                                           | 2:16                                                      |                                                           |                                                           |                                                           |                                                           |                                                           |
| 6.                                                        | Sukirosu no Shinryaku                                     |                                                           |                                                           | 2:03                                                      |                                                           |                                                           |                                                           |                                                           |                                                           |
| 7.                                                        | Monogataru Itansha                                        |                                                           |                                                           | 2:13                                                      |                                                           |                                                           |                                                           |                                                           |                                                           |
| 8.                                                        | Shinigami no Gyouretsu                                    |                                                           |                                                           | 2:01                                                      |                                                           |                                                           |                                                           |                                                           |                                                           |
| 9.                                                        | Douke no Shishi                                           |                                                           |                                                           | 2:07                                                      |                                                           |                                                           |                                                           |                                                           |                                                           |
| 10.                                                       | Kyouki no Futari                                          |                                                           |                                                           | 2:39                                                      |                                                           |                                                           |                                                           |                                                           |                                                           |
| 11.                                                       | Ginkai Shoku no Gen                                       |                                                           |                                                           | 2:20                                                      |                                                           |                                                           |                                                           |                                                           |                                                           |
| 12.                                                       | Hashitairo -Piano ver-                                    |                                                           |                                                           | 2:30                                                      |                                                           |                                                           |                                                           |                                                           |                                                           |
| 13.                                                       | Ikoku no Omo                                              |                                                           |                                                           | 1:45                                                      |                                                           |                                                           |                                                           |                                                           |                                                           |
| 14.                                                       | Aratanaru Kagi                                            |                                                           |                                                           | 2:51                                                      |                                                           |                                                           |                                                           |                                                           |                                                           |
| 15.                                                       | Hiiro no Uta                                              |                                                           |                                                           | 2:34                                                      |                                                           |                                                           |                                                           |                                                           |                                                           |
| 16.                                                       | Rukei no Min no Sentaku                                   |                                                           |                                                           | 4:07                                                      |                                                           |                                                           |                                                           |                                                           |                                                           |
| 17.                                                       | Hiki Hagasareta Rakuen                                    |                                                           |                                                           | 2:29                                                      |                                                           |                                                           |                                                           |                                                           |                                                           |
| 18.                                                       | Falena no Akuryou                                         |                                                           |                                                           | 2:26                                                      |                                                           |                                                           |                                                           |                                                           |                                                           |
| 19.                                                       | Tamashii Katachi - Inochi -                               |                                                           |                                                           | 2:21                                                      |                                                           |                                                           |                                                           |                                                           |                                                           |
| 20.                                                       | Kujira no Senjin                                          |                                                           |                                                           | 3:25                                                      |                                                           |                                                           |                                                           |                                                           |                                                           |
| 21.                                                       | Soreta Yami                                               |                                                           |                                                           | 3:35                                                      |                                                           |                                                           |                                                           |                                                           |                                                           |
| 22.                                                       | Kibou no Funade                                           |                                                           |                                                           | 3:15                                                      |                                                           |                                                           |                                                           |                                                           |                                                           |
| 23.                                                       | Kokoro no Uta -TV track ver-                              | Hiroaki Tsutsumi                                          | Abi Umeda                                                 | 3:04                                                      |                                                           |                                                           |                                                           |                                                           |                                                           |
| 24.                                                       | Hashitairo (TVsize)                                       | rionos                                                    | rionos                                                    | 1:34                                                      |                                                           |                                                           |                                                           |                                                           |                                                           |
| 61:02                                                     |                                                           |                                                           |                                                           |                                                           |                                                           |                                                           |                                                           |                                                           |                                                           |

## Accueil critique

### Réception
En 2015, la série est présente dans le top 10 du classement « Kono manga ga sugoi », catégorie « fille » et « garçon ».
En France, pour 9emeart.fr, le manga nous « plonge rapidement dans un univers poétique et épuré rappelant un certain Nausicaa, le tout appuyé par le dessin aux traits fins d'une Umeda pleine de talent ». Pour IGN, qui établit également le lien avec certaines œuvres d'Hayao Miyazaki, « il s'agit plus d'une fable sociétale, avec l'émotion au cœur de l'histoire : la nature humaine, la vie en communauté, le contrôle de ses émotions, le regard des autres. Des thèmes d'autant plus importants d'un point de vue japonais ».

### Récompenses
La série s'est vu décerner par le public le prix du « Daruma du meilleur seinen » lors des Japan Expo Awards 2017. Le manga Les Enfants de la baleine est lauréat dans la catégorie « seinen » du prix MANGAWA en 2017,.

### Œuvres
Édition japonaise
1. 1 2  (ja) « クジラの子らは砂上に歌う 第1巻 », sur Akita Shoten (consulté le 12 octobre 2017)
2. 1 2  (ja) « クジラの子らは砂上に歌う 第2巻 », sur Akita Shoten (consulté le 12 octobre 2017)
3. 1 2  (ja) « クジラの子らは砂上に歌う 第3巻 », sur Akita Shoten (consulté le 12 octobre 2017)
4. 1 2  (ja) « クジラの子らは砂上に歌う 第4巻 », sur Akita Shoten (consulté le 12 octobre 2017)
5. 1 2  (ja) « クジラの子らは砂上に歌う 第5巻 », sur Akita Shoten (consulté le 12 octobre 2017)
6. 1 2  (ja) « クジラの子らは砂上に歌う 第6巻 », sur Akita Shoten (consulté le 12 octobre 2017)
7. 1 2  (ja) « クジラの子らは砂上に歌う 第7巻 », sur Akita Shoten (consulté le 12 octobre 2017)
8. 1 2  (ja) « クジラの子らは砂上に歌う 第8巻 », sur Akita Shoten (consulté le 12 octobre 2017)
9. 1 2  (ja) « クジラの子らは砂上に歌う 第9巻 », sur Akita Shoten (consulté le 12 octobre 2017)
10. 1 2  (ja) « クジラの子らは砂上に歌う 第10巻 », sur Akita Shoten (consulté le 12 octobre 2017)
11. 1 2  (ja) « クジラの子らは砂上に歌う 第11巻 », sur Akita Shoten (consulté le 24 janvier 2018)
12. 1 2  (ja) « クジラの子らは砂上に歌う 第12巻 », sur Akita Shoten (consulté le 24 janvier 2018)
13. 1 2  (ja) « クジラの子らは砂上に歌う 第13巻 », sur Akita Shoten (consulté le 24 janvier 2018)
14. 1 2  (ja) « クジラの子らは砂上に歌う 第14巻 », sur Akita Shoten (consulté le 26 juin 2019)
15. 1 2  (ja) « クジラの子らは砂上に歌う 第15巻 », sur Akita Shoten (consulté le 11 octobre 2019)
16. 1 2  (ja) « クジラの子らは砂上に歌う 第16巻 », sur Akita Shoten (consulté le 13 juin 2020)
17. 1 2  (ja) « クジラの子らは砂上に歌う 第17巻 », sur Akita Shoten (consulté le 9 juillet 2022)
18. 1 2  (ja) « クジラの子らは砂上に歌う 第18巻 », sur Akita Shoten (consulté le 9 juillet 2022)
19. 1 2  (ja) « クジラの子らは砂上に歌う 第19巻 », sur Akita Shoten (consulté le 9 juillet 2022)
20. 1 2  (ja) « クジラの子らは砂上に歌う 第20巻 », sur Akita Shoten (consulté le 9 juillet 2022)
21. 1 2  (ja) « クジラの子らは砂上に歌う 第21巻 », sur Akita Shoten (consulté le 9 juillet 2022)
22. 1 2  (ja) « クジラの子らは砂上に歌う 第22巻 », sur Akita Shoten (consulté le 9 juillet 2022)
23. 1 2  (ja) « クジラの子らは砂上に歌う 第23巻 », sur Akita Shoten (consulté le 22 mars 2023)

Édition française
1. 1 2  (fr) « Les Enfants de la baleine - Tome 1 », sur Glénat Manga (consulté le 12 octobre 2017)
2. 1 2  (fr) « Les Enfants de la baleine - Tome 2 », sur Glénat Manga (consulté le 12 octobre 2017)
3. 1 2  (fr) « Les Enfants de la baleine - Tome 3 », sur Glénat Manga (consulté le 12 octobre 2017)
4. 1 2  (fr) « Les Enfants de la baleine - Tome 4 », sur Glénat Manga (consulté le 12 octobre 2017)
5. 1 2  (fr) « Les Enfants de la baleine - Tome 5 », sur Glénat Manga (consulté le 12 octobre 2017)
6. 1 2  (fr) « Les Enfants de la baleine - Tome 6 », sur Glénat Manga (consulté le 12 octobre 2017)
7. 1 2  (fr) « Les Enfants de la baleine - Tome 7 », sur Glénat Manga (consulté le 12 octobre 2017)
8. 1 2  (fr) « Les Enfants de la baleine - Tome 8 », sur Glénat Manga (consulté le 12 octobre 2017)
9. 1 2  (fr) « Les Enfants de la baleine - Tome 9 », sur Glénat Manga (consulté le 12 octobre 2017)
10. 1 2  (fr) « Les Enfants de la baleine - Tome 10 », sur Glénat Manga (consulté le 24 janvier 2018)
11. 1 2  (fr) « Les Enfants de la baleine - Tome 11 », sur Glénat Manga (consulté le 22 août 2018)
12. 1 2  (fr) « Les Enfants de la baleine - Tome 12 », sur Glénat Manga (consulté le 26 juin 2019)
13. 1 2  (fr) « Les Enfants de la baleine - Tome 13 », sur Glénat Manga (consulté le 26 juin 2019)
14. 1 2  (fr) « Les Enfants de la baleine - Tome 14 », sur Glénat Manga (consulté le 13 juin 2020)
15. 1 2  (fr) « Les Enfants de la baleine - Tome 15 », sur Glénat Manga (consulté le 11 mai 2021)
16. 1 2  (fr) « Les Enfants de la baleine - Tome 16 », sur Glénat Manga (consulté le 11 mai 2021)
17. 1 2  (fr) « Les Enfants de la baleine - Tome 17 », sur Glénat Manga (consulté le 11 mai 2021)
18. 1 2  (fr) « Les Enfants de la baleine - Tome 18 », sur Glénat Manga (consulté le 24 août 2021)
19. 1 2  (fr) « Les Enfants de la baleine - Tome 19 », sur Glénat Manga (consulté le 19 janvier 2022)
20. 1 2  (fr) « Les Enfants de la baleine - Tome 20 », sur Glénat Manga (consulté le 9 juillet 2022)
21. 1 2  (fr) « Les Enfants de la baleine - Tome 21 », sur Glénat Manga (consulté le 22 mars 2023)
22. 1 2  (fr) « Les Enfants de la baleine - Tome 22 », sur Glénat Manga (consulté en novembre 2023)
23. 1 2  (fr) « Les Enfants de la baleine - Tome 23 », sur Glénat Manga (consulté en novembre 2023)